# Јелена Кајго
Јелена Кајго (Београд, 24. јануар 1969) српски је песник, драмски писац и преводилац.

## Биографија
Дипломирала је драматургију на Aкадемији уметности у класи Синише Ковачевића. Магистрирала је на Интердициплинарним постдипломским студијама на Ректорату уметности у Београду.
Њен комад „Фантоми“ премијерно је изведен 2003 године, у Атељеу 212, у режији Горчина Стојановића а касније игран у Шаушпилхаус позоришту у Бечу, а јавна читања организована су у Минску, (National theatre), Лидсу, (West Yorkshire Playhouse), Лондону (Gate Theatre) и Букурешту (Odeon Theatre).
Други комад „Интимус“, премијерно је изведен у Народном позоришту у Београду 2004 године.
Комад „Реалисти” извођен је у Њујорку и другим позориштима ван земље.
Радила је као директорка Битеф театра и Битеф фестивала од 2009. Са места директорке БИТЕФ-а смењена је 2014. године, што су поједини аутори коментарисали као политичку мотивисану одлуку.
Обављала је функцију председнице управног обора Народног позоришта.
Четири њене драме објављене су у књизи Драме.
Чланица је редакције и ауторка за часопис Лудус.

## Дела
- Фантоми, 21.03.2003, Београд, Атеље 212[8]
- Интимус, 25.05.2004, Београд, Народно позориште
- Реалисти, 15.03.2013, Зрењанин, Народно позориште „Тоша Јовановић”
- Дон Жуан, 04.10.2014, Београд, Битеф театар
- Невидљиви људи, 06.10.2016, Ужице, Народно позориште у Ужицу
- Магбет, 04.11.2017, Београд, Битеф театар
- Пепељуга, 25.12.2017, Београд, Битеф театар
- Царево ново одело, 22.12.2018, Београд, Битеф театар
- Реалисти
- Потомство, роман[9]